# Viervlekdwergmot
De viervlekdwergmot (Bohemannia quadrimaculella) is een vlinder uit de familie dwergmineermotten (Nepticulidae). De wetenschappelijke naam is voor het eerst geldig gepubliceerd in 1853 door Carl Henrik Boheman.
De soort komt voor in Europa.